# برمودا
برمودا (با نام رسمی: جزایر برمودا، در انگلیسی: The Bermuda Islands) نام مجمع‌الجزایری است که یکی از سرزمین‌های فرادریایی بریتانیا به‌شمار می‌آید و در شمال اقیانوس اطلس واقع شده است. پایتخت برمودا شهر همیلتون است.
همچنین پل سامرسِت، به عنوان کوچک‌ترین پل متحرک در جهان شناخته می‌شود، دارای تخته‌ای ۸۱ سانتی‌متری (32 اینچ) است، که به‌صورت دستی باز می‌شود تا امکان عبور بادبان قایق‌ها فراهم شود در این جزیره می باشد، این مکانیزم ساده اما هوشمندانه، پل سامرسِت را به موضوعی جالب برای گردشگران تبدیل کرده است.

## تاریخچه
برمودا در اوایل سدهٔ ۱۵ میلادی کشف شد. برخی منابع سال ۱۵۰۳ میلادی را تاریخ دقیق کشف جزایر برمودا عنوان کرده‌اند. اما بر طبق مدارک و آثار موجود، قطعاً جزایر برمودا تا سال ۱۵۱۱ میلادی و در حالی که پیتر مارتیر آنگیرا در کتابش به آن اشاره کرده بود، کشف شده بود.
همچنین در سال ۱۵۱۱ میلادی، در دفاتر مستعمراتی کشور اسپانیا به ثبت رسیده بود. در مدارک به جای مانده نام دریانورد اسپانیایی به نام خوآن دو برمودز به عنوان کاشف جزایر برمودا به ثبت رسیده است. در قرن پانزدهم، کشتی‌های اسپانیایی و پرتغالی از جزایر برمودا برای تازه کردن آذوقه و بارگیری آب آشامیدنی استفاده می‌کردند. اما شایعات مربوط به وجود ارواح و شیاطین در جزیره و وجود طوفان‌های مهیب موسمی که به این باورها می‌افزود، باعث گشت تا اسپانیایی‌ها که در آن زمان مالکان مطلق جزایر شده بودند، در آنجا سکنی نگزینند و از جزایر برمودا با نام «جزایر شیطان» یاد کنند.

## سیاست
پادشاه بریتانیا بالاترین مقام در جزایر برمودا محسوب می‌شود، اما اختیارات اجرایی ادارهٔ مجموعه‌جزایر برمودا را به «فرماندار» اعطا می‌کند ولی همچنان نمایندهٔ خاصی را به عنوان «نمایندهٔ پادشاه» انتخاب می‌کند که بر اجرای درست قوانین نظارت داشته باشد. نخست‌وزیر بر طبق پیشنهاد دولت بریتانیا توسط پادشاه برگزیده می‌شود.
مسئولیت «دفاع» و «سیاست خارجی» بر عهدهٔ بریتانیا است. همچنین هرگونه تغییری در قانون اساسی مجموعه‌جزایر برمودا باید به تأیید دولت بریتانیا برسد. برمودا قدیمی‌ترین مستعمرهٔ پادشاهی متحده به‌شمار می‌آید. پارلمان برمودا، سومین پارلمان قدیمی جهان در دوران جدید پس از پارلمان بریتانیا و ایسلند، محسوب می‌شود.
قانون اساسی مجموعه‌جزایر برمودا در تاریخ ۱ ژوئن ۱۹۶۷ میلادی به مرحله اجرا درآمد و متمم آن نیز در سال‌های ۱۹۸۹ و ۲۰۰۳ تدوین و بدان افزوده شد. ریاست دولت بر عهدهٔ نخست‌وزیر است که توسط مردم برمودا انتخاب می‌شود. وی مسئول تشکیل دولت و هیئت وزیران است. اعضای هیئت دولت توسط فرماندار تنفیذ می‌شوند. سیستم پارلمانی جزایر برمودا، برگرفته از سیستم پارلمانی بریتانیا و دارای دو شاخه مجلس عوام و سنا است. فرماندار به نمایندگی از ملکهٔ بریتانیا، ۱۱ نمایندهٔ مجلس سنا را با توصیهٔ نخست‌وزیر و رهبر اپوزیسیون دولت انتصاب می‌کند. مجلس عوام متشکل از ۳۶ نماینده است که مستقیماً توسط رأی‌دهندگان انتخاب می‌شود. بر طبق قانون اساسی برمودا، انتخابات باید حداقل در کمتر از ۵ سال در هر دوره انجام شود.
به دلیل مستقل نبودن سیستم سیاست خارجی مجموعه‌جزایر برمودا، نمایندگی‌های معدود دیپلماتیکی در مجموعه‌جزایر فعال هستند که کنسولگری ایالات متحدهٔ آمریکا در برمودا و ادارهٔ گمرک و مرزهای ایالات متحدهٔ آمریکا بزرگ‌ترین مجموعهٔ دیپلماتیک در مجموعه‌جزایر را تشکیل می‌دهند. آمریکا بزرگ‌ترین شریک اقتصادی برمودا محسوب می‌شود و بیش از ۸۰٪ از بازار وارداتی برمودا را در اختیار دارد. همچنین گردشگران آمریکایی سهم بسیار بزرگی در اقتصاد مجموعه‌جزایر برمودا دارند. براساس آخرین برآوردها، ایالات متحدهٔ آمریکا تنها در صنعت بیمهٔ دریایی برمودا، بیش از صد میلیارد دلار سرمایه‌گذاری کرده و بیش از ۸۵٪ بازار برمودا را در اختیار دارد. بیش از ۱۵٪ اهالی برمودا دارای تابعیت مضاعف کشور آمریکا هستند.

## بخش‌ها و مناطق

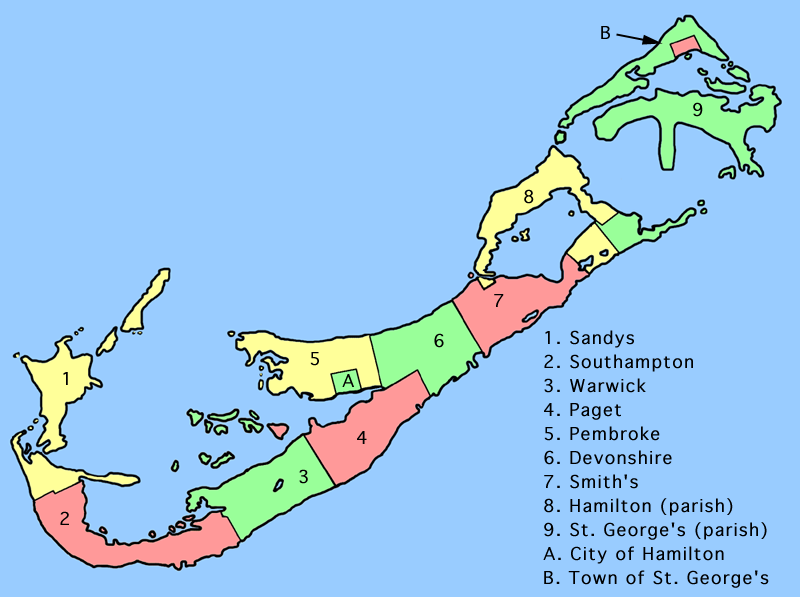
بخش‌های برمودا

مجمع‌الجزایر برمودا به ۹ بخش (Parish) و ۲ ناحیهٔ شهری تقسیم شده است.
برمودا دارای ۹ بخش است:
1. سندیز Sandys
2. ساتهمپتون Southampton
3. وارویک Warwick
4. پاگت Paget
5. پمبروک Pembroke
6. دوون شایر Devonshire
7. سمیتس Smith's
8. همیلتون Hamilton
9. سینت‌جُرج St George's

برمودا دارای دو شهر عمده است: همیلتون (شهر) و سینت‌جُرج (شهرک)